# Dieter W. Haller
Dieter Walter Haller (* 26. Januar 1954 in Trossingen; † 25. November 2024 in Saudi-Arabien) war ein deutscher Diplomat und Lobbyist. Er war von 2011 bis 2014 und erneut von 2016 bis 2018 Botschafter der Bundesrepublik Deutschland in Saudi-Arabien.

## Leben

### Ausbildung und Eintritt in den diplomatischen Dienst
Nach seinem Abitur 1973 und der Ableistung seines Wehrdienstes bei der Bundeswehr absolvierte Haller zwischen 1975 und 1980 ein Studium der Politikwissenschaft, Anglistik und Sportwissenschaft an der Eberhard Karls Universität Tübingen sowie an der University of Cambridge.
Er nahm im Herbst 1980 erfolgreich am Auswahlverfahren für den höheren Auswärtigen Dienst in der Aus- und Fortbildungsstätte des Auswärtigen Amts in Bonn-Ippendorf teil und wurde einer der 50 Angehörigen des 36. Attaché-Lehrgangs des Auswärtigen Diensts, dessen Vorbereitungsdienst am 1. April 1981 begann.

### Diplomatische Stationen und Engagement in Chile
Nach Beendigung der Attachéausbildung 1983 wurde er Referent für Lateinamerika im Auswärtigen Amt sowie danach von 1984 bis 1988 Leiter des Rechts- und Konsularreferates der Botschaft Santiago in Chile. Dort bemühte er sich um die Aufklärung der Rolle deutscher Diplomaten beim Umgang mit der deutschen Sektenkolonie Colonia Dignidad. In seiner Rede am 26. April 2016 im Auswärtigen Amt erwähnte Außenminister Frank-Walter Steinmeier, dass der damalige Botschaftsmitarbeiter Dieter Haller nach einem Besuch der Colonia Dignidad 1987 entsetzt schrieb: „So muss Theresienstadt gewesen sein“. So etablierte Haller eine „Konsularsprechstunde“, bei der die Bewohner der Colonia Dignidad bei der Botschaft vorsprechen konnten. Nach seiner Rückkehr nach Deutschland war er bis 1991 Referent für NATO und Sicherheitspolitik im Auswärtigen Amt. Unter Außenminister Klaus Kinkel war Haller maßgeblich an den Verhandlungen zum Truppenabzugsvertrag mit Russland nach der Wiedervereinigung beteiligt. Anschließend war er als Botschaftsrat für Politik und ständiger Vertreter des Leiters der Botschaft Nairobi, Kenia, tätig, ehe er zwischen 1995 und 2000 Mitarbeiter des Planungsstabes des Auswärtigen Amtes war.

### Botschafterposten und Positionen im Auswärtigen Amt sowie im Bundeskanzleramt
Im Jahr 2000 wechselte er wieder zur Botschaft nach Chile und war dort als Geschäftsträger zugleich Ständiger Vertreter des Botschafters. Im Anschluss war er von 2003 bis 2005 Referatsleiter für Asien, Afrika, Lateinamerika, Naher und Mittlerer Osten im Bundeskanzleramt sowie daraufhin bis 2007 stellvertretender Leiter des Leitungsstabes des Auswärtigen Amtes.
Von 2007 bis 2011 war Dieter Haller Botschafter in Südafrika. Zwischen August 2011 und Januar 2014 leitete Haller die Deutsche Botschaft in Riad. Im Januar 2014 wurde Haller von Außenminister Steinmeier zum Leiter der Wirtschaftsabteilung im Auswärtigen Amt im Amt eines Ministerialdirektors berufen. Sein Nachfolger als Botschafter im Königreich Saudi-Arabien wurde im Juni 2014 Boris Ruge, der zuvor Regionalbeauftragter für Nah- und Mittelost und Maghreb im Auswärtigen Amt war. Im Juli 2016 trat Haller als Nachfolger von Boris Ruge erneut den Dienst als deutscher Botschafter in Riad an, bevor er im Juni 2018 in den Ruhestand versetzt wurde. Während seiner Zeit als Botschafter organisierte er 2017 das erste Jazz- und Klassikkonzert in Saudi-Arabien sowie die Vorführung des saudi-arabischen Films Das Mädchen Wadida, der später internationale Preise gewann.

### Tätigkeiten im Ruhestand
Im Oktober 2018 wurde bekannt, dass Haller als Senior Advisor für die Berliner Kommunikations- und Politikberatung WMP arbeiten wird, die unter anderem für das saudi-arabische Informationsministerium in Riad tätig wäre. Omid Nouripour kritisierte den Wechsel Hallers als nur „schwer erträglich“ aufgrund einer möglichen Interessenverquickung mit seiner früheren Botschafter-Funktion. Im Rahmen der Recherchen um die Geschenkeliste des libanesischen Waffenhändlers und Rüstungslobbyisten Ahmad El Husseini wurde 2019 bekannt, dass Haller 2014 als der damalige für Rüstungsexporte zuständige Abteilungsleiter des Außenministeriums mit El Husseini in Kontakt stand. Eine Tätigkeit als Aufsichtsratsvorsitzender bei der neu gegründeten Gas for Europe GmbH, der deutschen Betreibergesellschaft der Nord Stream 2 AG, wurde Haller Ende Januar 2022 vom Auswärtigen Amt bzw. der Außenministerin Annalena Baerbock untersagt mit der Begründung, dass dienstliche Interessen beeinträchtigt würden. Als früherer Leiter der Wirtschaftsabteilung des Auswärtigen Amts könnte Haller an Gesprächen über die Pipeline beteiligt gewesen sein. Die Entscheidung fiel zudem im Kontext der Ukraine-Krise, um außenpolitische Irritationen zu vermeiden. Haller entschied sich, trotz Klagemöglichkeit, sein Mandat niederzulegen. LobbyControl führt Dieter W. Haller aufgrund dieser geplanten Tätigkeit und seiner früheren Funktionen im Auswärtigen Amt als „Seitenwechsler“ auf.

### Engagement in Wirtschaft und Sport
Ab September 2023 war Haller Vorstandsmitglied des Deutsch-Usbekischen Forums e. V., Hamburg, und ab Juni 2024 Präsidiumsmitglied der Deutsch-Arabischen Handelskammer (Ghorfa). Dort setzte er sich für den Ausbau der bilateralen Wirtschaftsbeziehungen ein. Ebenso war er Stiftungsratsmitglied der Dussmann Group.
Haller war ab Juli 2024 Präsident des FC 08 Villingen, starb aber bereits wenige Monate später im November 2024 im Alter von 70 Jahren.

## Persönliches
Zu seinem Ruhestand ließ sich Haller in Überlingen am Bodensee nieder. Er vertrat das diplomatische Grundprinzip: „Alle Gespräche und Verhandlungen müssen unter Gesichtswahrung aller Beteiligten geführt werden.“ Seine Motivation für den diplomatischen Dienst beschrieb er mit den Worten: „Ich wollte mithelfen, damit das Bild von Deutschland in der Welt etwas besser wird.“
Haller war verheiratet mit Nissrine Zarrab-Haller. Er hat drei Söhne. Haller spielte 15 Jahre lang in einem Mundharmonika-Orchester, was seine kulturelle Verbindung zu seiner Heimatstadt Trossingen unterstreicht, der Heimatstadt von Matthias Hohner, dem Begründer des Mundharmonikaherstellers Hohner.
Gerhard Schröder und Dieter Haller verband eine langjährige, enge Freundschaft, die aus der beruflichen Zusammenarbeit entstand als Schröder während seiner Amtszeit als Bundeskanzler eng von ihm beraten wurde. In seiner Trauerrede würdigte Schröder Haller als herausragenden Menschen, klugen Diplomaten und treuen Freund, der nicht nur politische Brücken, sondern auch persönliche Verbindungen schuf. Haller war auch befreundet mit dem Medienunternehmer Detlef Prinz.